# Allorhogas arizonensis
Allorhogas arizonensis är en stekelart som först beskrevs av William Harris Ashmead 1889.  Allorhogas arizonensis ingår i släktet Allorhogas och familjen bracksteklar. Inga underarter finns listade i Catalogue of Life.